# Šport u 1885.
◄◄ | ◄ | 1882. | 1883. | 1884. | 1885.  | 1886. | 1887. | 1888. | ► | ►►
Arhitektura • Astronomija • Biologija • Film • Fotografija • Glazba • Kazalište • Kemija • Kiparstvo • Knjige • Književnost • Kršćanstvo • Meteorologija • Medicina • Planinarstvo • Politika • Pravo • Promet • Slikarstvo • Šport • Znanost • Željeznički promet
Šport u 1885.

## Svijet

### Osnivanja
- Aalborg BK, danski nogometni klub
- Luton Town F.C., engleski nogometni klub
- Millwall F.C., engleski nogometni klub
- Southampton F.C., engleski nogometni klub
- Újpest FC, mađarski nogometni klub

## Hrvatska i u Hrvata

### Osnivanja
- Prvo hrvatsko društvo biciklista,

## Vanjske poveznice
|  | Zajednički poslužitelj ima još gradiva o temi Šport u 1885. |